# Vichtis kyrkby
Vichtis kyrkby (finska: Vihdin kirkonkylä) är den näst största tätorten i Vichtis i sydvästra Finland. Kyrkbyn är också kommunens före detta administrativa centrum. Kommunens kansli flyttade till Nummela år 2004. Vichtis kyrkby ligger i norra delen av kommunen vid sjön Kirkkojärvi som är en del av sjön Hiidenvesi. Det finns cirka 3 500 invånare i byn.
I Vichtis kyrkby finns bland annat Vichtis kyrka, Heliga Birgittas kyrkoruin, Vichtis museum, konsthuset Siirilä och en sommarteater. Varje sommar ordnar man Wuosisatamarkkinat, alltså gammeldags marknad i byn. Vichtis kyrkby valdes till årets nyländska by år 1994.